# 1982 en Nouvelle-Calédonie
- 1960
- 1970
- années 1980
  - 1980
  - 1981
  - 1982
  - 1983
  - 1984
  - 1985
  - 1986
  - 1987
  - 1988
  - 1989
- 1990
- 2000
- 2010
- 2020

Cet article présente les faits marquants de l'année 1982 en Nouvelle-Calédonie.

## Événements
- 11 janvier : les sept conseillers territoriaux de la FNSC (petit parti autonomiste et centriste) votent avec ceux du Front indépendantiste, et contre la volonté du RPCR, la création d'un impôt sur le revenu sur le Territoire.
- 15 juin : une motion de censure est adoptée grâce au retrait de la FNSC de la coalition gouvernementale, en raison d'un désaccord sur une réforme fiscale[1].
- 18 juin : La FNSC, bien qu'anti-indépendantiste, s'allie au Front indépendantiste pour former un nouveau gouvernement, présidé par Jean-Marie Tjibaou.